# Anii 1120
Secole: Secolul al XI-lea - Secolul al XII-lea - Secolul al XIII-lea
Decenii: Anii 1070 Anii 1080 Anii 1090 Anii 1100 Anii 1110 - Anii 1120 - Anii 1130 Anii 1140 Anii 1150 Anii 1160 Anii 1170
Ani: 1120 1121 1122 1123 1124 1125 1126 1127 1128 1129